# Marina con el embarque de San Pablo
Marina con el embarque de San Pablo es un cuadro realizado por el pintor francés del Barroco Claudio de Lorena. Mide 34 cm de alto y 42 cm de ancho, y está pintado al óleo sobre cobre. Data de 1654 y se encuentra en la Birmingham City Museum and Art Gallery, en Birmingham (West Midlands), en el Reino Unido.

## Historia

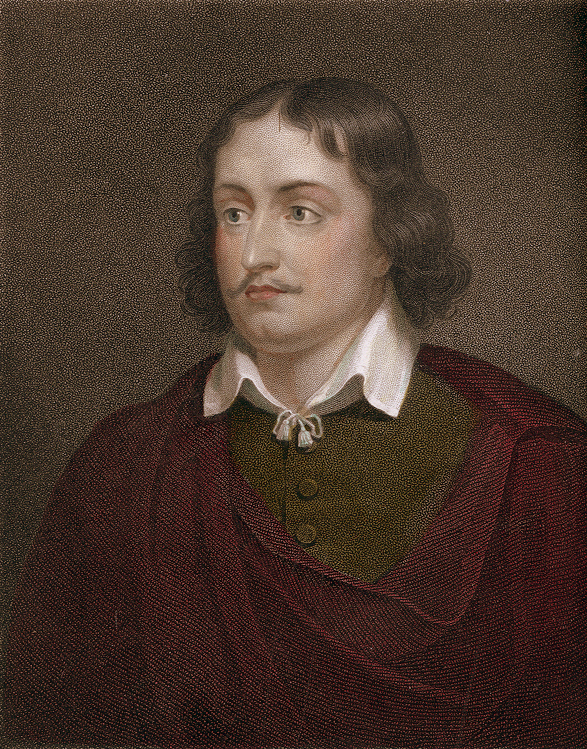
Claudio de Lorena

Claudio de Lorena fue un pintor francés establecido en Italia. Perteneciente al período del arte Barroco, se enmarca en la corriente denominada clasicismo, dentro del cual destacó en la pintura de paisaje. En su obra reflejó un nuevo concepto en la elaboración del paisaje basándose en referentes clásicos —el denominado «paisaje ideal»—, que evidencia una concepción ideal de la naturaleza y del propio mundo interior del artista. Esta forma de tratar el paisaje le otorga un carácter más elaborado e intelectual y se convierte en el principal objeto de la creación del artista, la plasmación de su concepción del mundo, el intérprete de su poesía, que es evocadora de un espacio ideal, perfecto.
Esta obra fue realizada para el caballero romano Carlo Cardelli (1626-1662), un gran coleccionista de arte para el que pintó también el Paisaje con la adoración del becerro de oro (1653, Staatliche Kunsthalle, Karlsruhe) y el Paisaje con Jacob, Labán y sus hijas (1654, National Trust, Petworth House, Petworth, West Sussex).
El cuadro fue vendido con el título erróneo de Embarque de santa Paula en 1686, en la subasta londinense Gibbons & Walton. Fue propiedad del marqués de Lansdowne hasta 1806; luego fue propiedad Williams-Wynn hasta 1947, y Crompton hasta 1962.
Figura en el Liber Veritatis, un cuaderno de dibujos donde Claudio dejaba constancia de todas sus obras para evitar las falsificaciones, con el número 132.

## Descripción

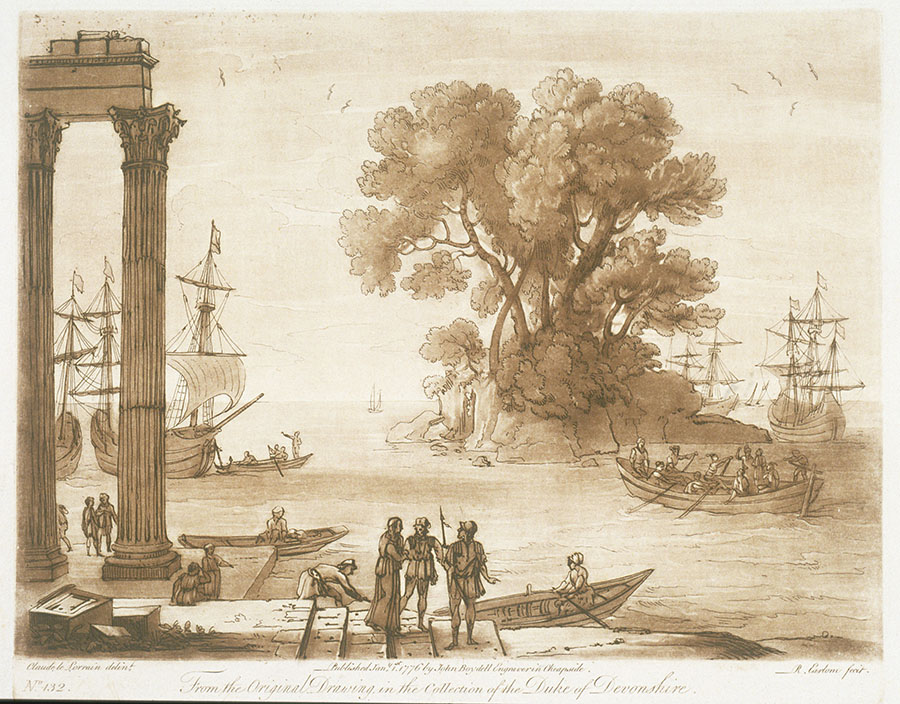
Dibujo 132 del Liber Veritatis de Claudio, correspondiente a este cuadro

Este paisaje pertenece al período de madurez del artista. A partir de 1650 deriva hacia un estilo más sereno, de corte más clásico, con una influencia más acusada de Domenichino. Adquiere un carácter más escenográfico, con una composición más compleja y elaborada, el paisaje se inspira cada vez más en la campiña romana y emplea tamaños más monumentales.
El tema representado corresponde a uno de los episodios finales de la vida de san Pablo, narrado en los Hechos de los Apóstoles (27, 1-12): tras su apresamiento en Jerusalén es juzgado por el Sanedrín y entregado a las autoridades romanas. Pablo apela entonces al César, por lo que es enviado a Roma, en un azaroso viaje que dura varios meses. Según los Hechos de los Apóstoles, zarparon de Cesarea y fueron recalando en Sidón, Chipre, Cilicia, Panfilia, Licia, Cnido y Lasea, donde se detuvieron debido al mal tiempo. Pablo aconsejó invernar allí, pero el oficial romano que lo conducía y el piloto del barco decidieron dirigirse a la bahía cretense de Fenice. Este es el momento retratado en el cuadro, narrado en los Hechos 27, 12: «además, cuando el viento del sur sopló suavemente, pensaron que podía darse por realizado su propósito, y levaron anclas y fueron costeando a Creta cerca de la orilla».
En el cuadro aparece san Pablo en la parte inferior del lienzo, junto al oficial romano y el piloto, que se dirigen a una barca para llevarlos al barco que les espera. En el lado inferior izquierdo hay varios personajes más, ocupados en sus quehaceres o charlando entre ellos. En el lado izquierdo se alzan dos grandes columnas de orden corintio, que parecen corresponder a un edificio en ruinas. Tras estas columnas hay dos barcos fondeados. En la parte centro-derecha hay una isla en la que se yerguen unos altos y majestuosos árboles, frente a la cual hay una barca con pasajeros. A la derecha de la isla hay un barco y, tras ella, se alzan los mástiles de otro. En la parte centro-izquierda destaca la presencia del sol, un fúlgido sol del amanecer que se refleja en el mar; de este reflejo parte un rayo de luz que apunta directamente a san Pablo.
La composición de esta obra es similar a otros dos cuadros anteriores de Claudio, Marina con el embarque de santa Paula (1650, Museo del Louvre, París) y Marina con el desembarque de Eneas en el Lacio (1650, Museo Pushkin, Moscú).
De esta obra existen dos dibujos preparatorios, conservados en el Museo Bonnat de Bayona y en el Plymouth City Museum and Art Gallery, en Plymouth.